# Komitet ds. ACTA
Komitet ds. ACTA to ustanowiony przez Umowę handlową dotycząca zwalczania obrotu towarami podrabianymi (Anti-Counterfeiting Trade Agreement, ACTA) w art. 36 organ zarządzający niezależny od istniejących międzynarodowych instytucji jak WTO, WIPO czy ONZ. W odniesieniu do powodów niewłączenia ACTA w struktury G8, WTO, WIPO, Komisja Europejska wyjaśniła, że zapewni to większą elastyczność w realizacji projektu przez zainteresowane państwa, podczas gdy członkostwo i priorytety tych organizacji (G8, WTO i WIPO) po prostu nie są najbardziej sprzyjające dla tego pionierskiego projektu.

## Zadania
Komitet w odniesieniu do Umowy handlowej dotyczącej zwalczania obrotu towarami podrabianymi:
- dokonuje przeglądu wdrożenia i funkcjonowania umowy;
- rozważa kwestie związane z rozwojem umowy;
- rozważa wszelkie proponowane zmiany umowy;
- decyduje o warunkach przystąpienia do umowy przez jakiegokolwiek członka WTO;
- rozważa wszelkie inne kwestie, które mogą mieć wpływ na wdrożenie i funkcjonowanie umowy.

## Kompetencje
Komitet może podejmować decyzje dotyczące:
- powołania komitetów lub grup roboczych ad hoc wspomagających Komitet w wykonywaniu jego obowiązków lub wspierających potencjalną Stronę, na jej wniosek, w przystąpieniu do umowy;
- zasięgania rady osób lub grup spoza sektora administracji rządowej;
- udzielania zaleceń w odniesieniu do wdrażania i funkcjonowania umowy, włącznie z zatwierdzaniem związanych z nimi wytycznych dotyczących najlepszych praktyk;
- wymiany informacji i najlepszych praktyk ze stronami trzecimi w odniesieniu do ograniczania naruszeń praw własności intelektualnej, włącznie z technikami identyfikacji i monitorowania piractwa i podrabiania; oraz
- podejmowania innych działań związanych z wypełnianiem swoich funkcji.

## Tryb podejmowania decyzji
Wszystkie decyzje Komitetu podejmowane są w drodze konsensusu, chyba że Komitet w drodze konsensusu postanowi inaczej. Przyjmuje się, że Komitet podjął decyzję w sprawie przedłożonej mu do rozpatrzenia w drodze konsensusu, jeżeli żadna ze Stron obecnych na posiedzeniu, na którym podejmowana jest decyzja, nie sprzeciwi się formalnie proponowanej decyzji. Językiem roboczym Komitetu jest język angielski i dokumentacja towarzysząca jego pracom jest sporządzana w języku angielskim.

## Regulamin Komitetu
Komitet przyjmuje swój regulamin w rozsądnym czasie po wejściu w życie umowy i zaprasza Sygnatariuszy niebędących Stronami umowy do uczestnictwa w obradach dotyczących tego regulaminu. Regulamin:
- obejmuje takie kwestie, jak przewodniczenie oraz bycie gospodarzem posiedzeń, wykonywanie obowiązków organizacyjnych związanych z umową i jej funkcjonowaniem;
- może również obejmować takie kwestie, jak przyznawanie statusu obserwatora oraz inne kwestie, które Komitet uzna za niezbędne do swojego prawidłowego funkcjonowania.

Komitet może zmienić swój regulamin. W okresie pięciu lat od wejścia w życie umowy decyzje Komitetu w sprawie przyjęcia lub zmian regulaminu podejmowane są w drodze konsensusu Stron i Sygnatariuszy niebędących Stronami umowy. Po tym okresie, Komitet może przyjmować lub zmieniać regulamin w drodze konsensusu Stron umowy. Komitet może zdecydować, że przyjęcie lub zmiana określonej zasady lub procedury regulaminu wymaga konsensusu Stron i Sygnatariuszy niebędących Stronami umowy

## Posiedzenia komitetu
Komitet zbiera się co najmniej raz w roku, o ile Komitet nie zdecyduje inaczej. Pierwsze posiedzenie Komitetu odbywa się w rozsądnym czasie po wejściu w życie umowy.

## Stosunek działań Komitetu do egzekwowania praw własności intelektualnej
Dla większej pewności - Komitet nie kontroluje ani nie nadzoruje krajowych ani międzynarodowych dochodzeń dotyczących dochodzenia i egzekwowania praw ani postępowań karnych w poszczególnych sprawach z dziedziny własności intelektualnej.

## Stosunek działań Komitetu do wysiłków międzynarodowych
Komitet stara się unikać niepotrzebnego powielania swoimi działaniami innych międzynarodowych wysiłków z zakresu dochodzenia i egzekwowania praw własności intelektualnej.